# Mezcal (pel·lícula)
Mezcal és una pel·lícula mexicana del director mexicà Ignacio Ortiz. Està basada en la novel·la Sota el volcà de Malcolm Lowry. Va obtenir, en 2006, el Premi Ariel a la millor pel·lícula. Fou estrenada el 6 de juliol del 2006 al Festival Internacional de Cinema de Karlovy Vary, on fou nominada al Globus de Cristall.

## Sinopsi
En un poble anomenat Parián conflueixen personatges alienats pel passat, el desamor, la culpa i el dolor, i esplaien les seves penes prenent mezcal a la cantina i burlant-se del desconsol dels altres.

## Repartiment
- Ana Graham		...	Laura
- Dagoberto Gama		...	Antonio
- Ricardo Blume	...	Ismael
- Angelina Peláez	...	Natividad
- Guillermo Gil	...	Maximiliano
- Mayra Sérbulo		...	Martha
- Aida López	...	Isabel

## Premis
Als Premis Ariel va rebre quinze nominacions, i va guanyar sis premis.
| XLVIII edició dels Premis Ariel | Mezcal                                                                | millor pel·lícula           | Guanyador |
| XLVIII edició dels Premis Ariel | Felipe Cazals                                                         | Millor direcció             | Nominat   |
| XLVIII edició dels Premis Ariel | Dagoberto Gama                                                        | Millor actor                | Nominat   |
| XLVIII edició dels Premis Ariel | Ana Graham                                                            | Millor actriu               | Nominat   |
| XLVIII edició dels Premis Ariel | Ricardo Blume                                                         | Millor coactuació masculina | Nominat   |
| XLVIII edició dels Premis Ariel | Aida López i Mayra Sérbulo                                            | Millor coactuació femenina  | Nominat   |
| XLVIII edició dels Premis Ariel | Ignacio Ortiz                                                         | Millor guió original        | Nominat   |
| XLVIII edició dels Premis Ariel | Serguei Saldívar Tanaka                                               | Millor fotografia           | Guanyador |
| XLVIII edició dels Premis Ariel | David Torres, Ignacio Ortiz, Sigfrido Barjau                          | Millor edició               | Guanyador |
| XLVIII edició dels Premis Ariel | Gloria Carrasco, Lizette Ponce Quintero                               | Millor disseny artístic     | Guanyador |
| XLVIII edició dels Premis Ariel | Lucía Álvarez                                                         | Millor banda sonora         | Guanyador |
| XLVIII edició dels Premis Ariel | Antonio Diego, Ernesto Gaytán, Pablo Fernández Murguía, Samuel Larson | Millor so                   | Guanyador |
| XLVIII edició dels Premis Ariel | Sergio Ruiz                                                           | Millor vestuari             | Nominat   |
| XLVIII edició dels Premis Ariel | Elvia Romero                                                          | Millor maquillatge          | Nominat   |